# Władysław Wiktor Czaykowski

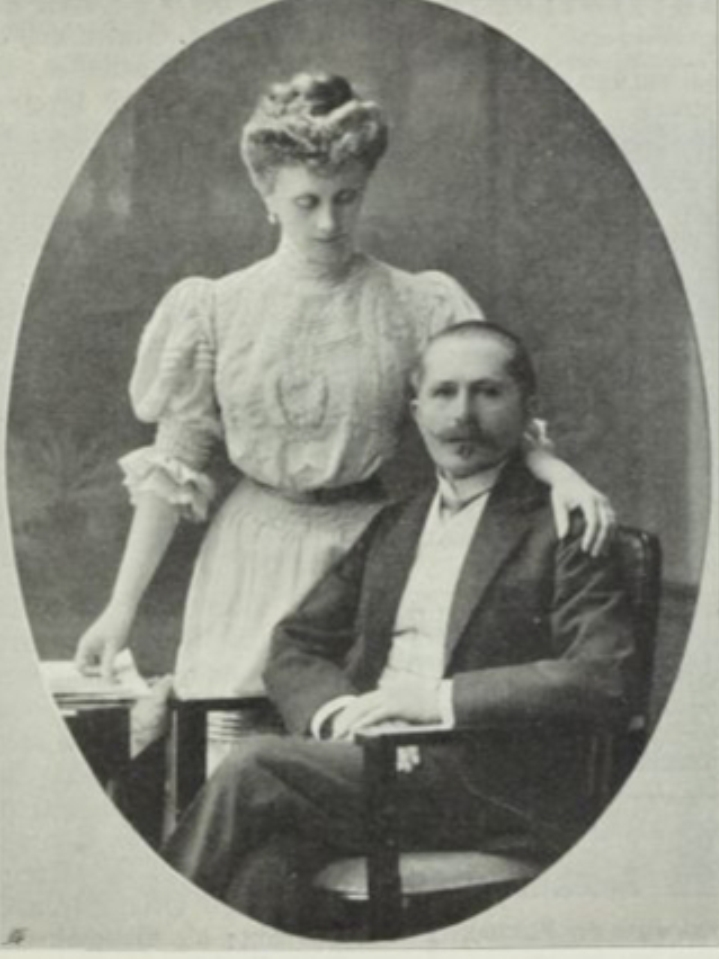
Władysław Wiktor Czaykowski mit seiner Gattin Rosa

Władysław Wiktor Ritter von Czaykowski  (* 23. Dezember 1844 in Dusanów, Bezirk Przemyślany/Galizien; † 3. Oktober 1917 in Baden, Niederösterreich) war ein polnischer Jurist, Politiker und Gutsbesitzer. Er war Abgeordneter zum Österreichischen Abgeordnetenhaus, Mitglied des Herrenhauses und Abgeordneter zum Galizischen Landtag.

## Leben
Władysław Wiktor Czaykowski wurde als Sohn des Gutsbesitzers Mikołaj Ritter von Czaykowski geboren. Er studierte ab 1865 Rechtswissenschaft an der Universität Lemberg und setzte sein Studium zwischen 1868 und 1869 an der Universität Wien fort. Im Jahr 1870 promovierte Czaykowski zum Dr. iur. in Lemberg. Er war nach dem Tod seines Vaters im Jahr 1868 Besitzer der Herrschaft Medwedowce im Bezirk Buczacz sowie weiterer Güter in Ostgalizien, zudem war er ab 1892 auch Besitzer des Guts Dusanów. Czaykowski wirkte von 1885 bis 1892 als Mitglied des Ausschusses der Galizischen Landwirtschaftsgesellschaft und war von 1869 bis 1914 Mitglied der Bezirksvertretung Buczacz. Er wirkte dort  von 1881 bis 1883 auch im Bezirksausschuss und war von 1884 bis 1886 Obmann.
Czaykowski wurde 1895 im Großgrundbesitz-Wahlkreis Nr. 5 (Czortków) in den Galizischen Landtag gewählt und vertrat den Wahlkreis dort bis 1908. Er wurde 1910 nach dem Rückzug von Wojciech Dzieduszycki im Großgrundbesitz-Wahlkreis 14. (Stanisławów) erneut gewählt, trat jedoch 1912 von seinem Mandat zurück.
Czaykowski war ab dem 22. September 1885 Abgeordneter zum Österreichischen Abgeordnetenhaus, wobei er im Wahlkreis der Landgemeinden Nr. 26 (Trembowla, Grzymałów, Husiatyn, Kopyczyńce) gewählt worden war. Er vertrat den Wahlkreis erneut nach seiner Wiederwahl bis zum 22. Jänner 1897 und schied danach aus dem Abgeordnetenhaus aus. Am 31. Jänner 1901 wurde er als Vertreter des Wahlkreises Großgrundbesitz 19 (Czortków, Zaleszczyki, Borszczów, Husiatyn) erneut Abgeordneter des Abgeordnetenhauses, wo er am 30. Jänner 1907 endgültig ausschied. Czaykowski war im Abgeordnetenhaus Mitglied im polnisch-konservativen Polenklub (Koło polskie). Mit dem 14. Juni 1907 wurde Czaykowski auf Lebenszeit zum Mitglied des Herrenhauses ernannt, wo er sich der Gruppe der Rechten anschloss.
Czaykowski war der Bruder des Politikers Alfons Czaykowski und heiratete 1906 Rosa Gräfin Rumerskirch. Die Ehe blieb kinderlos. Czaykowski starb 1917 nach „kurzem, schweren Leiden“ im Sanatorium Gutenbrunn. Er wurde einen Tag nach seinem Tod in der Familiengruft am Friedhof St. Helena beigesetzt.